# 미국 보수연합
미국 보수연합(American Conservative Union)은 미국의 한 정치단체로 보수적 정책을 옹호하며 미국 정치인들을 얼마나 보수적인가를 평가하며, 보수정치행동회의(CPAC) 를 주최한다.  1964년 12월 18일에 창립되었고 미국에 있는 가장 오래된 보수 로비 단체이다. 현재(2025년) 의장은 매트 슐랩이다. 